# Phalcoboenus megalopterus
Il caracara montano o caracara di montagna (Phalcoboenus megalopterus Meyen, 1834) è una specie di uccello rapace della famiglia dei Falconidi, endemica del Sudamerica.
Assomiglia nell'aspetto al Caracara carunculatus e al Caracara albogularis, suoi parenti stretti ma a differenza di queste specie ha il petto di colore nero uniforme. Rispetto agli esemplari adulti che hanno il viso pigmentato di rosso quelli giovani sono molto meno riconoscibili essendo di colore marrone e con il viso grigio-rosa opaco.

## Descrizione
Si tratta di un Caracara di medie dimensioni con la punta del becco di colore azzurro tendente all'arancione chiaro, in forte contrasto con le piume nero corvino della testa, del dorso e del petto. La schiena, la pancia e la zona superiore ed inferiore della coda sono bianche e passano improvvisamente dal bianco al nero tra il ventre ed il petto. Le ali sono nere ed hanno piccole chiazze bianche sulle spalle e puntini bianchi su alcune delle penne primarie. Negli anni sessanta, 17 singoli esemplari vennero catturati e misurati e si notò che la lunghezza delle ali era compresa tra i 358 e i 403 mm, un'ala di media lunghezza per un Caracara ma la coda era relativamente corta. Nonostante le carcasse siano un'importante fonte di cibo, la testa e la gola del Caracara montano sono piumate (a differenza di alcuni avvoltoi) e solo la zona davanti agli occhi è scoperta. Le zampe sono gialle e i maschi e le femmine si assomigliano, mentre gli esemplari giovani sono di colore marrone.

## Distribuzione e habitat
I caracara montani sono una specie endemica del Sudamerica, diffusi nelle regioni andine di Puna e del Páramo che vanno dall'Ecuador meridionale, attraverso Perù e Bolivia fino all'Argentina settentrionale e al Cile.
Preferiscono regioni non boscose dove possono appollaiarsi sui tralicci o sui pali di recinzione e tenere sott'occhio una vasta area. Sono soliti raggrupparsi nei pressi di città e lungo le autostrade.

## Biologia

### Alimentazione
Il caracara si nutre sia di carcasse che praticamente di qualunque piccolo animale che posa catturare. Gli esemplari che vivono sugli altopiani dell'Argentina nord-occidentale sembrano affidarsi di più alle carcasse come fonte di cibo, mentre alcuni esemplari studiati sulle ande del Cile centro-meridionale lasciavano escrementi composti principalmente da resti di insetti (fino al 94%). Questi uccelli graffiano e colpiscono il terreno per spingere in superficie gli insetti e rovesciano le pietre per snidare artropodi e anche roditori. È stato osservato il comportamento della ricerca in gruppo del cibo attraverso la quale più uccelli insieme riescono a capovolgere pietre che sarebbero impossibili da rovesciare per un singolo uccello. Questi gruppi sono spesso composti da una coppia di adulti e un esemplare giovane che uniscono i loro sforzi per procacciarsi il cibo. Piccoli uccelli come la Leptasthenura aegithaloides possono essere predati dai caracara montani. Singoli esemplari sono anche stati visti seguire veicoli che rilasciavano periodicamente scarti di cibo. Essendo animali opportunisti si sono adattati bene a vivere vicino agli umani e si concentrano maggiormente intorno alle città dove è più probabile che possano nutrirsi di carcasse o rifiuti.

### Riproduzione
Le specie di caracara sono le uniche all'interno della famiglia dei Falconidi a costruirsi il nido coi bastoncini. Alcuni di questi sono semplici ripiani sulle rocce, mentre altri sono composti da un grande intreccio di rami. La stagione dell'accoppiamento va da ottobre a dicembre e in genere nel nido vengono deposte due uova e molto raramente tre, la schiusa avviene a dicembre. I pulcini mettono le piume e diventano indipendenti a marzo ma possono rimanere coi genitori anche per mesi dopo questo momento.

### Caccia di gruppo
È tuttora ignoto il motivo per cui alcuni caracara montani si procurino il cibo in gruppo. Anche se durante la caccia più uccelli sono in grado di capovolgere rocce più grosse e di coprire un'area maggiore, le prede catturate solitamente non sono condivise tra i membri e in genere l'individuo più giovane ricava poco o nessun vantaggio da questo metodo. L'esemplare che decide sotto quale roccia sia meglio cercare è di solito anche quello che trattiene e mangia la preda, anche se, quando la quantità di cibo è sufficiente, tutti i membri possono riceverne una parte durante la caccia.

### Vocalizzazioni
Durante la caccia in gruppo se un adulto individua una roccia sotto la quale potrebbero nascondersi delle prede, emette dei richiami per attirare gli esemplari vicini. È stato anche riportato un richiamo emesso durante il volo.

## Tassonomia
Il caracara montano è strettamente imparentato con le altre specie del genere Phalcoboenus, un gruppo che si è separato dagli altri caracara (Polyborinae) all'incirca 1,9 milioni di anni fa. Il caracara golabianca (Phalcoboenus albogularis) è il parente più stretto del caracara montano e sono stati riportati casi di ibridazione tra le due specie. Queste differiscono tra loro soprattutto per il colore del piumaggio e per il diverso Habitat. Si suppone che i taxa del genere Phalcoboenus abbiano cominciato a differenziarsi tra loro intorno a 600.000 anni fa, quando c'era una notevole attività glaciale nella zona.

## Relazioni con l'uomo
Le sue piume di colore bianco e nero erano usate in alcuni indumenti e come insegne per i governanti dell'Impero inca, in particolare per decorare la Mascapaicha, corona dell'Imperatore Inca.
Il caracara montano è legato a Viracocha, divinità della cultura inca, come suo compagno alato e mago conoscitore del presente e del futuro.